# Mico
Mico (лат.) — род южноамериканских приматов из семейства игрунковых (Callitrichidae).
От обыкновенных игрунок отличаются морфологией зубов, а также генетически и в географическом распространение. Почти все распространены в тропическом лесу Амазонки и ещё один вид — Mico melanurus, распространён в заболоченной тектонической впадине Пантанал и в слабозаболоченом тропическом регионе Гран-Чако.

## Виды
База данных Американского общества маммологов (ASM Mammal Diversity Database) признаёт 16 видов рода:
- Mico acariensis
- Серебристая игрунка (Mico argentatus)
- Золотисто-белая игрунка (Mico chrysoleucos)
- Игрунка Эмилии (Mico emiliae)
- Белоплечая игрунка (Mico humeralifer)
- Крошечная игрунка (Mico humilis) — иногда выделяется в род Callibella[4]
- Средняя игрунка (Mico intermedius)
- Голоухая игрунка (Mico leucippe)
- Игрунка Марка (Mico marcai)
- Мауэсская игрунка (Mico mauesi)
- Чернохвостая игрунка (Mico melanurus)
- Mico munduruku
- Черноголовая игрунка (Mico nigriceps)
- Mico rondoni
- Mico saterei
- Mico schneideri